# Religioni in Brasile
Il cristianesimo è la religione più diffusa in Brasile. Secondo il censimento del 2010, i cristiani sono circa l’88,8% della popolazione e sono in maggioranza cattolici; il 2% della popolazione segue lo spiritismo, l'1,2% circa della popolazione segue altre religioni non cristiane e l’8% della popolazione non segue alcuna religione. Una stima dell'Association of Religion Data Archives (ARDA) riferita al 2015 dà i cristiani all'86,4% circa della popolazione, coloro che non seguono alcuna religione all'8% circa della popolazione e coloro che seguono altre religioni al 4% circa della popolazione, mentre l'1,6% della popolazione non dichiara la propria affiliazione religiosa.

## Religioni presenti

### Cristianesimo
Secondo il censimento del 2010, i cattolici rappresentano il 64,6% della popolazione, i protestanti rappresentano il 22,2% della popolazione, gli ortodossi circa lo 0,1% della popolazione e i cristiani di altre denominazioni rappresentano circa l'1,9% della popolazione.
La Chiesa cattolica in Brasile è rappresentata principalmente dalla Chiesa latina, presente con 46 arcidiocesi, 220 diocesi, 8 prelature territoriali e un ordinariato militare. Le Chiese cattoliche di rito orientale sono presenti in Brasile con 1 arcieparchia e 1 eparchia per la Chiesa greco-cattolica ucraina e un ordinariato per i fedeli di rito orientale per gli altri cattolici di rito orientale.
La maggiore corrente protestante in Brasile è costituita dai pentecostali, che rappresentano più del 12% della popolazione; i maggiori gruppi pentecostali brasiliani sono le Assemblee di Dio brasiliana e la Congregazione cristiana nel Brasile. Gli avventisti del settimo giorno, i battisti e altri gruppi evangelicali rappresentano insieme il 6% circa della popolazione brasiliana. I gruppi protestanti tradizionali rappresentano circa il 4% della popolazione e comprendono i presbiteriani, i luterani e i metodisti. Gli anglicani sono presenti con la Chiesa episcopale anglicana del Brasile, che fa parte della Comunione anglicana.
La Chiesa ortodossa è presente con la Chiesa greco-ortodossa, la Chiesa ortodossa serba e la Chiesa ortodossa russa. 
Fra i cristiani di altre denominazioni, in Brasile sono presenti i Testimoni di Geova e la Chiesa di Gesù Cristo dei Santi degli Ultimi Giorni (i Mormoni).

### Spiritismo
Dopo il cristianesimo, lo spiritismo è la religione maggiormente diffusa in Brasile, dove è seguita dal 2% della popolazione. La diffusione dello spiritismo in Brasile è maggiore che in ogni altro Stato del mondo.

### Religioni afroamericane
In Brasile sono praticate anche alcune religioni afroamericane, tra cui il Candomblé, l'Umbanda e la Macumba.

### Altre religioni
Tra le religioni non cristiane, in Brasile sono presenti piccoli gruppi di seguaci dell'islam, dell'ebraismo, del buddhismo, del bahaismo, dell'induismo, della religione tradizionale cinese, del sikhismo e dei nuovi movimenti religiosi.